# Kościół św. Agnieszki w Goniądzu
Kościół pw. Świętej Agnieszki w Goniądzu – rzymskokatolicki kościół parafialny w mieście Goniądz, w województwie podlaskim. Należy do dekanatu Mońki archidiecezji białostockiej.

## Historia
Obecna świątynia została wzniesiona w latach 1922–1924 w stylu neobaroku polskiego na miejscu drewnianej świątyni z lat 1779–1780, spalonej w 1921 roku. Kościół zbudował ówczesny proboszcz, ksiądz Adam Abramowicz. Świątynię zaprojektował znany architekt Oskar Sosnowski. W dniu 14 września 1924 roku kościół został konsekrowany przez biskupa wileńskiego Jerzego Matulewicza. 
W dniu 10 sierpnia 1944 roku wycofujący się hitlerowcy zniszczyli wieże kościelne. W wyniku eksplozji świątynia doznała poważnych uszkodzeń. Po rozebraniu popękanych sklepień i murów zewnętrznych, budowla została odbudowana. Prace budowlane zostały wykonane w latach 1949–1955 podczas urzędowania proboszcza księdza Antoniego Warpechowskiego.
W latach 1970–1972 wnętrze świątyni otrzymało nową polichromię wykonaną przez poznańskich plastyków Teodora Szukałę i Henryka Kota. W latach 1990–1995 podczas urzędowania proboszcza ks. Tadeusza Sołowieja został wyremontowany dach budowli – przykryto go blachą miedzianą. Zostało także przebudowane prezbiterium. W dniu 20 października 2002 roku kościół został z zewnątrz oświetlony.

## Galeria

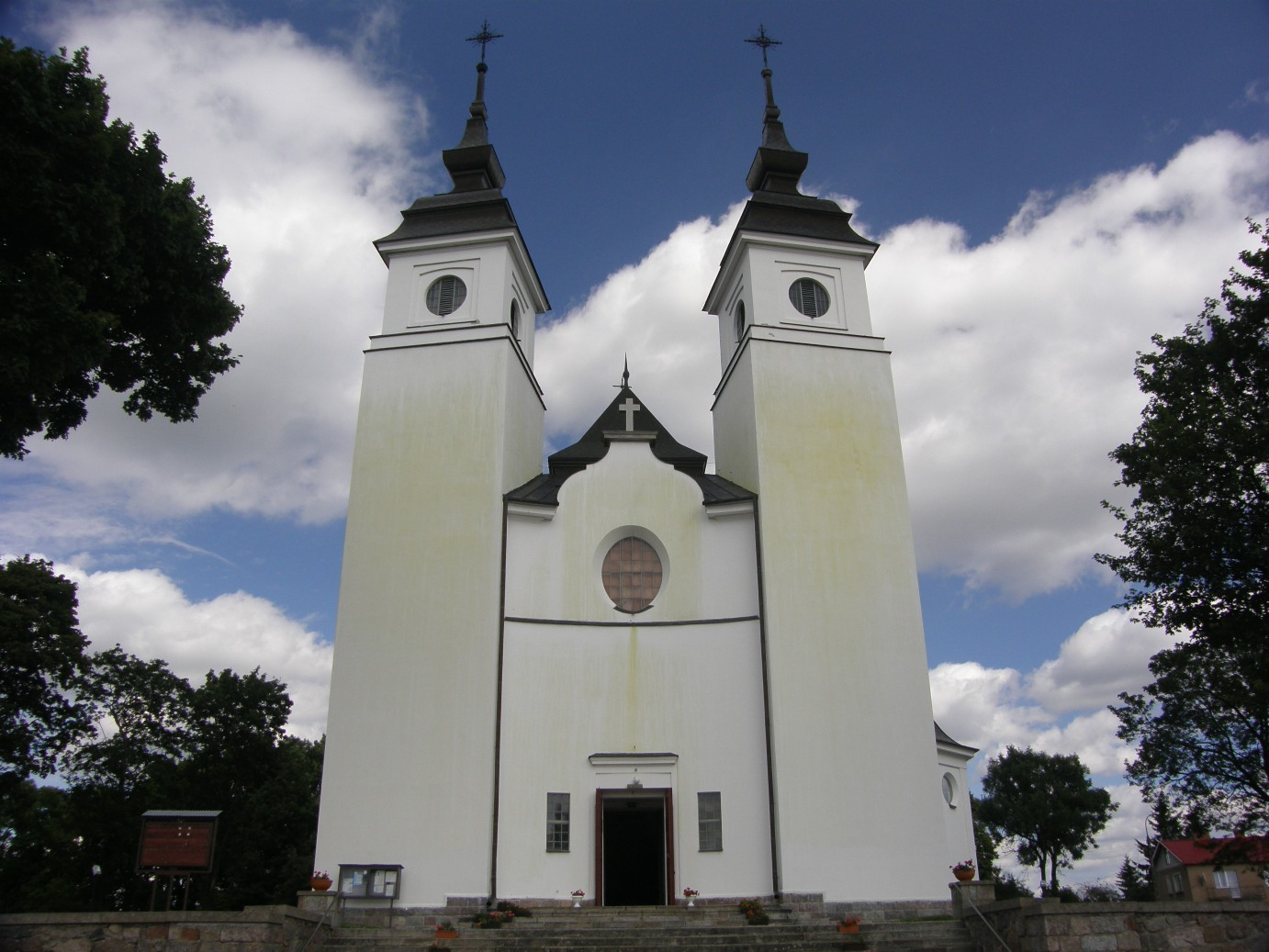
Front świątyni
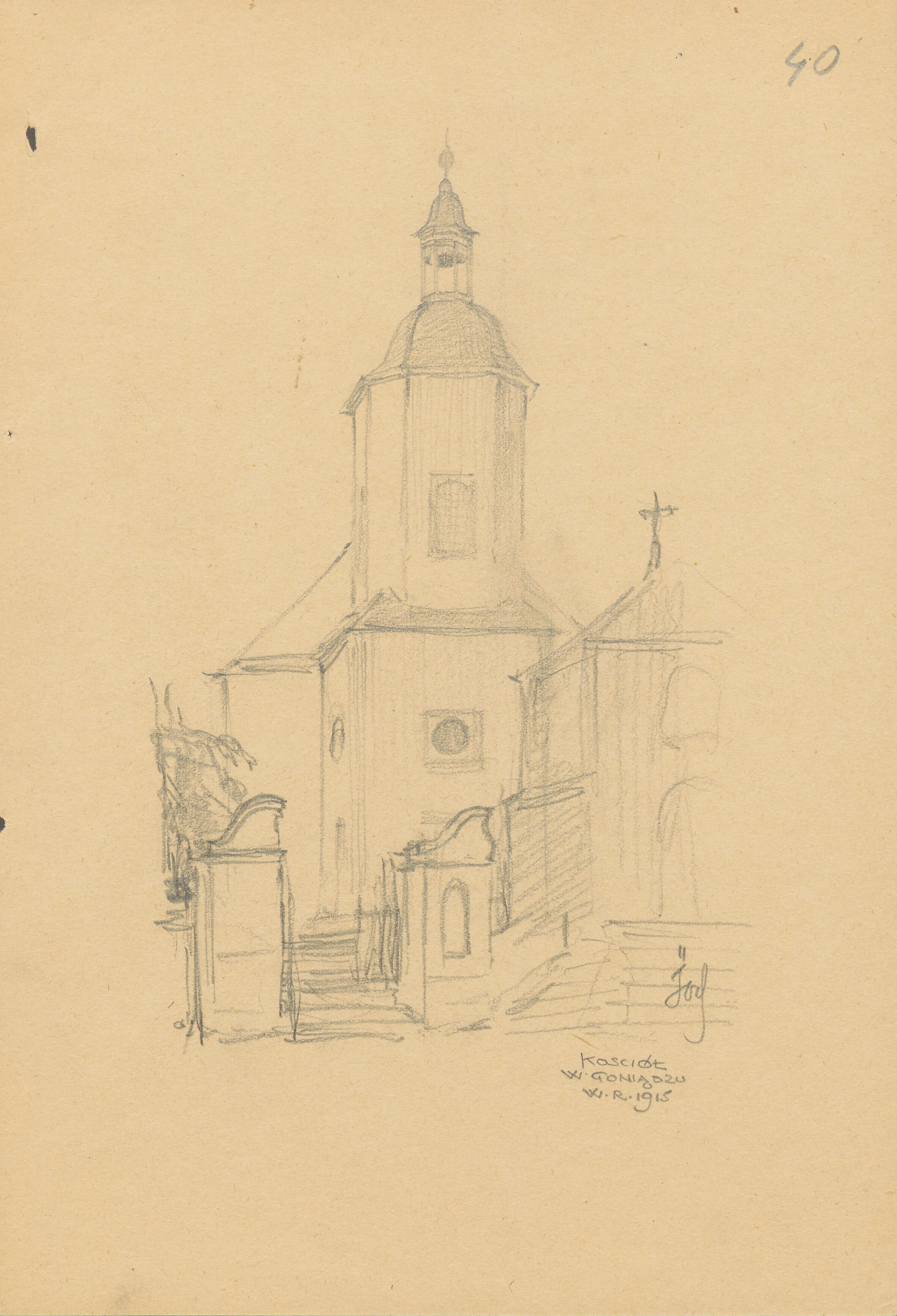
Stary kościół w Goniądzu, 1915 rok.